# Campiglossa tolli
Campiglossa tolli este o specie de muște din genul Campiglossa, familia Tephritidae. A fost descrisă pentru prima dată de Erich Martin Hering în anul 1937.
Este endemică în Ucraina. Conform Catalogue of Life specia Campiglossa tolli nu are subspecii cunoscute.